# Роберто Формігоні
Роберто Формігоні (італ. Roberto Formigoni; 30 березня 1947, Лекко, Ломбардія) — італійський політик, з 1995 по 2013 він був президентом регіону Ломбардія, сенатор з 2013.

## Життєпис
Він вивчав філософію у Католицькому університеті Святого Серця у Мілані і політологію у Сорбонні у Парижі.
Формігоні брав активну участь у молодіжних організаціях Gioventù Studentesca і Comunione e Liberazione, почав політичну діяльність у лавах християнських демократів.
З 1984 по 1993 він входив до Європейського парламенту, з 1987 по 1996 рік був членом Палати депутатів. Після розпуску Християнсько-демократичної партії, у 1995 році він і Рокко Буттільйоне заснували партію «Об'єднані християнські демократи». У 1998 році Формігоні перейшов до партії «Вперед, Італія».
У 2009 році він став одним із лідерів партії «Народ свободи» у Ломбардії. У 2013 році він приєднався до Нового правого центру.